# Alzineta
L'alzineta (Teucrium chamaedrys), rep el seu nom popular pel fet que les seves fulles recorden les de l'alzina en miniatura. També s'anomena camedris i herba de Sant Domènec. És una espècie de planta silvestres i ornamental originària d'Europa i el Pròxim Orient. Històricament era utilitzada com a planta medicinal per al tractament de la gota i a vegades com a component de la tríada veneciana.

## Descripció

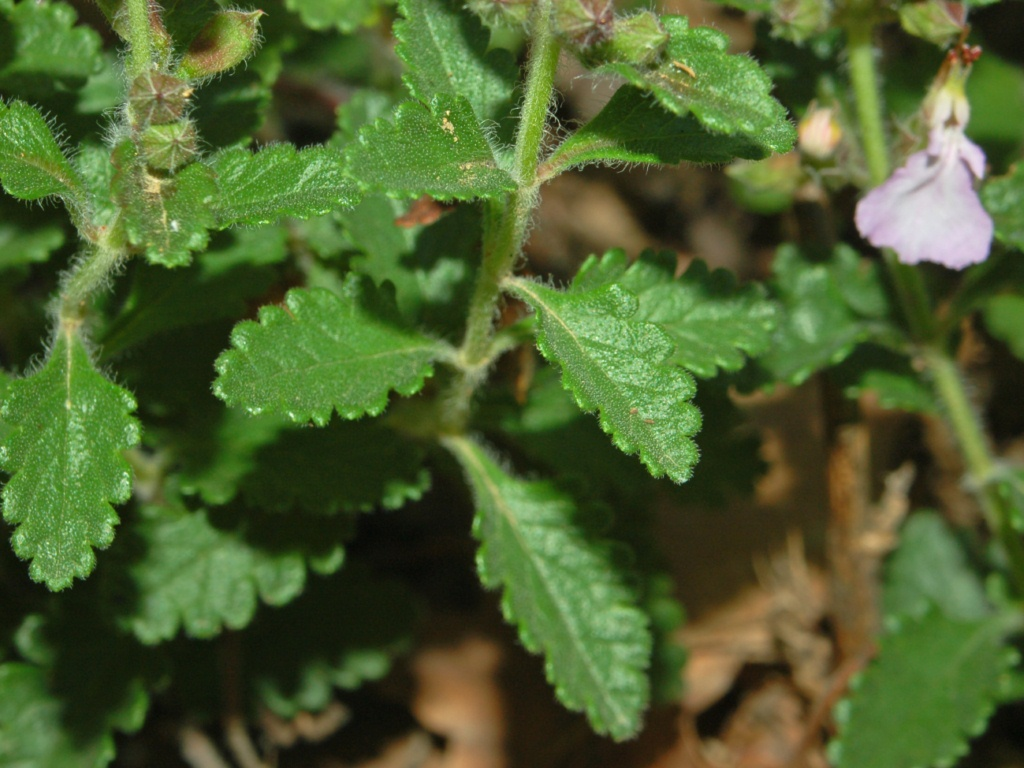
Les fulles de l'alzineta tenen el limbe ovato-oblong i la vora crenada (o sigui, amb petits lòbuls arrodonits, com a la imatge) tot i que a vegades estan dividides més profundament.

És una petita mata de menys de 30 cm d'alçada, les fulles són coriàcies i generalment tenen una amplada no superior a 1 cm amb la longitud del limbe aproximadament el doble que l'amplada. La corol·la és purpúria o rarament blanca. El calze fa de 5 a 8 mm. Floreix de maig a setembre. Les seves flors són labiades de color rosa lavanda o rosat porpra. Les llavors maduren d'agost a setembre.
Teucrium chamaedrys és la planta hoste per a Orobanche teucrii.

## Localització i hàbitat
És una planta autòctona als Països Catalans. És nativa del sud d'Europa, la conca mediterrània i el Caucas. Es troba naturalitzada al Regne Unit. És de distribució holàrtica mediterrània i submediterrània. No es troba a Eivissa ni a Formentera.
Habita en boscs clars, garrigues, pastures, rases etc. damunt sòls secs més o menys eutròfics del nivell de la mar fins a 1.800 m d'altitud.

## Subespècies
Als Països Catalans se'n troben dues subespècies:
- Teucrium chamaedrys pinnatifidum: Força comuna a tota l'àrea de distribució. La seva distribució general és mediterrània occidental.[2]
- Teucrium chamaedrys germanicum: En aquesta àrea només es fa al Pirineu, on és força rara. La seva àrea general és submediterrània.[2]

## Usos medicinals
A Occitània si més no, s'empra com a planta depurativa en tisana.